# Allocephalus gamolepis
 Allocephalus gamolepis João Bernardo de Azevedo Bringel, Jimi Naoki Nakajima e Harold Ernest Robinson, 2011 è una pianta angiosperma dicotiledone della famiglia delle Asteraceae. Allocephalus gamolepis è anche l'unica specie del genere Allocephalus João Bernardo de Azevedo Bringel, Jimi Naoki Nakajima e Harold Ernest Robinson, 2011.

## Etimologia
Il nome scientifico della pianta è stato definito per la prima volta dai botanici João Bernardo de Azevedo Bringel, Jimi Naoki Nakajima e Harold Ernest Robinson (1932-2020) nella pubblicazione " Systematic Botany; Quarterly Journal of the American Society of Plant Taxonomists" (Syst. Bot. 36(3): 785) del 2011. Anche il genere è stato definito nella stessa pubblicazione.

## Descrizione
Le piante di questa voce sono erbacee annuali caulescenti (massima altezza 70 cm). I fusti sono cilindrici o piatti (eventualmente sono solcati). Talvolta hanno la superficie ricoperta da peli simmetrici a forma di "T" o ghiandole puntiformi; gli organi interni contengono lattoni sesquiterpenici.
Le foglie a volte formano una rosetta basale; mentre lungo il caule sono picciolate (il picciolo può essere alato) disposte in modo alterno. La forma della lamina è varia (da lanceolata a ovata) e a consistenza membranosa. Le venature (8) sono pennate. I bordi possono essere continui o dentati. Le stipole sono assenti. La superficie superiore è verde, quella inferiore è più scura. Lunghezza del picciolo: 7-61 mm. Dimensione delle foglie: larghezza 45-95 mm; lunghezza 55-170 mm.
Le infiorescenze sono formate da capolini, discoidi, omogami e sessili, raccolti in formazioni di glomeruli o spighette ascellari. I capolini sono composti da un involucro a forma da cilindrica a turbinata formato da diverse brattee disposte in modo embricato su alcune serie che fanno da protezione al ricettacolo sul quale s'inseriscono i fiori tubulosi. Le brattee sono connate e per lo più persistenti. Il ricettacolo, piatto o convesso, è nudo (senza pagliette).
I fiori, 6 per ogni capolino, sono tetra-ciclici (ossia sono presenti 4 verticilli: calice – corolla – androceo – gineceo) e pentameri (ogni verticillo ha in genere 5 elementi). I fiori sono inoltre ermafroditi (e fertili) e actinomorfi (ossia tubulosi).
- Formula fiorale:

*/x K {\displaystyle \infty }, [C (5), A (5)], G 2 (infero), achenio
- Calice: i sepali del calice sono ridotti ad una coroncina di squame.
- Corolla: la corolla dei fiori è formata da un tubo terminante in 5 lunghi lobi (8 mm) con superficie setolosa. Il colore in prevalenza è purpureo.
- Androceo: gli stami sono 5 con filamenti liberi e distinti, mentre le antere sono saldate in un manicotto (o tubo) circondante lo stilo.[12] Le teche delle antere sono arrotondate, mentre le antere sono speronate (ma prive di coda). Il polline è tricolporato (con tre aperture sia di tipo a fessura che tipo isodiametrica o poro) ed echinato (con punte) è inoltre "lophato".[13]
- Gineceo: lo stilo è filiforme con base sprovvista di nodi. L'ovario è infero uniloculare formato da 2 carpelli. L'ovulo è unico e anatropo. Gli stigmi dello stilo sono due ed hanno la superficie stigmatica interna (vicino alla base).[14]

I frutti sono degli acheni con pappo. La forma dell'achenio è dimorfa, esternamente obcompressa con 5 coste, spesso alate, internamente obovata; è provviste di densi rafidi subquadrati; la superficie può essere glabra o setolosa. Non è presente la fitomelanina. Il pappo, su due serie, è formato da brevi setole (la serie esterna) e setole appiattite (quella interna); usualmente è deciduo.

## Biologia
- Impollinazione: l'impollinazione avviene tramite insetti (impollinazione entomogama tramite farfalle diurne e notturne).
- Riproduzione: la fecondazione avviene fondamentalmente tramite l'impollinazione dei fiori (vedi sopra).
- Dispersione: i semi (gli acheni) cadendo a terra sono successivamente dispersi soprattutto da insetti tipo formiche (disseminazione mirmecoria). In questo tipo di piante avviene anche un altro tipo di dispersione: zoocoria. Infatti gli uncini delle brattee dell'involucro si agganciano ai peli degli animali di passaggio disperdendo così anche su lunghe distanze i semi della pianta.

## Distribuzione e habitat
Le specie di questo gruppo si trovano principalmente in Brasile.

## Tassonomia
La famiglia di appartenenza di questa voce (Asteraceae o Compositae, nomen conservandum) probabilmente originaria del Sud America, è la più numerosa del mondo vegetale, comprende oltre 23 000 specie distribuite su 1 535 generi, oppure 22 750 specie e 1 530 generi secondo altre fonti (una delle checklist più aggiornata elenca fino a 1 679 generi). La famiglia attualmente (2021) è divisa in 16 sottofamiglie.

### Filogenesi
Le specie di questo gruppo appartengono alla sottotribù Dipterocypselinae descritta all'interno della tribù Vernonieae Cass. della sottofamiglia Vernonioideae Lindl.. Questa classificazione è stata ottenuta ultimamente con le analisi del DNA delle varie specie del gruppo. Da un punto di vista filogenetico in base alle ultime analisi sul DNA la tribù Vernonieae è risultata divisa in due grandi cladi: Muovo Mondo e Vecchio Mondo. I generi di Dipterocypselinae appartengono al subclade relativo all'America tropicale (l'altro subclade americano comprende anche specie del Nord America e del Messico).
I caratteri distintivi di questo genere sono:
- i capolini sono raccolti in formazioni di glomeruli o spighette ascellari;
- le brattee dell'involucro sono fuse insieme;
- il pappo è formato su due serie, brevi setole (la serie esterna) e setole appiattite (quella interna).